# Футошка пијаца
Футошка пијаца је једна од најпосећенијих и најбоље снабдевених пијаца у Новом Саду. Налази се на углу Јеврејске улице и Булевара ослобођења, где је настала почетком 20. века. Пијаца је под управом ЈКП „Тржница“, простире се на око 5.000 m² и има 379 продајних места, 46 локала и затворену халу са 38 расхладних витрина.

## Локација
Пијаца се налази на поред раскрснице веома прометних улица (Јеврејске, Булевара ослобођења и Футошке). Линије јавног превоза које пролазе поред Футошке пијаце су 2, 4, 5Н, 6, 7, 10, 14, 15, 18, 52, 53, 54, 55, 56, 60, 61, 62, 64, 68, 69, 71, 72, 73, 74, 76, 77, 78, 79, 80, 84 и 84.